# Генеральный штаб вооружённых сил Исламской Республики Иран
Генеральный штаб Вооружённых сил Исламской Республики Иран (перс. ستاد کل نیروهای مسلح جمهوری اسلامی ایران ‎) — является высшим военным органом в Иране, задачей которого является реализация политики, мониторинг и координация действий в вооружённых силах.
Две существующие отдельные вооружённые силы Ирана — Армия Исламской Республики Иран (Артеш) и Корпус стражей исламской революции (Сепах) формально подчиняются генеральному штабу; а также единственная национальная полиция Ирана — Силы правопорядка.
Генеральный штаб был создан в июне 1988 года с целью расширения сотрудничества и уравновешивания соперничества между вооружёнными силами и непосредственно управляется Высшим руководителем Ирана, в то время как Министерство обороны и поддержки Вооружённых сил Ирана отвечает за планирование, материально-техническое обеспечение и финансирование вооружённых сил и является частью исполнительной власти при президенте Ирана.
Генеральный штаб вооружённых сил объединил высшие эшелоны регулярных вооружённых сил и КСИР для обеспечения большего единства командования. Однако, вскоре после окончания ирано-иракской войны Высший руководитель Ирана Али Хаменеи одобрил воссоздание отдельной штаб-квартиры КСИР в явной попытке получить благосклонность Гвардии. С этого периода, верховный главнокомандующий КСИР подчинялся непосредственно Али Хаменеи, тогда как командиры различных видов регулярных вооружённых сил (наземные, воздушные и военно-морские силы) подчинялись начальнику штаба вооружённых сил генералу Хасану Фирузабади.

## Список начальников Генштаба Ирана
| № | Начальник Генштаба     | Начальник Генштаба | Дата начала полномочий | Дата окончания полномочий |
| - | ---------------------- | ------------------ | ---------------------- | ------------------------- |
| 1 | Сейед Хасан Фирузабади |                    | 26 сентября 1989       | 28 июня 2016              |
| 2 | Мохаммад Багери        |                    | 28 июня 2016           | 13 июня 2025              |
| 3 | Абдулрахим Мусави      |                    | 13 июня 2025           |                           |